# Tropidion silvestre
Tropidion silvestre là một loài bọ cánh cứng trong họ Cerambycidae.